# Chapelle de Peyrusse
La chapelle Saint-Barthélemy de Peyrusse est une chapelle catholique française située à Aubazat, dans le département de la Haute-Loire.

## Localisation
La chapelle est située sur la commune d'Aubazat, dans le Brivadois. Construite sur un éperon rocheux, elle surplombe le hameau de Peyrusse et la vallée de l'Allier.

## Historique
L'ancienne chapelle castrale construite durant les XIIe et XIIIe siècles fit office d'église pour le hameau de Peyrusse pendant plusieurs siècles. Elle a été classée au titre des monuments historiques le 16 septembre 1907.

## Description
La chapelle est de style roman. Elle se compose d'un sanctuaire de forme circulaire. Les chapiteaux sont sculptés et peints, des peintures murales décorent l'abside en cul-de-four.
Un antependium en cuir de Cordoue polychrome, daté du XVIIIe siècle, décore la base de l'autel. Classé au titre objet des monuments historiques depuis 1984, il a été réinstallé en 2016 à la suite d'une restauration.